# Гаплогруппа X2 (мтДНК)
Гаплогруппа X2 — гаплогруппа митохондриальной ДНК человека.

## Субклады
- X2
  - X2-a
  - X2f
  - X2k
  - X2p
  - X2q
  - X2r
  - X2s
  -  X2t

## Распространение

### Шотландия
В Оркнейских островах — ок. 7%

### Кавказ
Грузия
- грузины — 2,90 % (2 / 69)[1]
- сваны — 6,52 % (12 / 184)[1]

### Передняя Азия
Иран – 2,84 % (352)
- азербайджанцы – 9,09 % (22)
- персы – 2,76 % (181)
- кашкайцы – 2,68 % (112)

## Палеогенетика

### Неолит
Старчевская культура
- Alsónyék-Bátaszék, Mérnöki telep __ Тольна (медье), Южная Трансданубия, Венгрия.[3]
  - BAM13 | 1435. __ 5710-5550 calBC (6704±34 BP, MAMS-11933) __ M __ G2a2b (G-L30) # X2.
  - BAM15 | 1449. __ ~5600 BC __ Ж(?) __ X2.
  - BAM23 | 1528. __ 5630-5490 calBC (6617±38 BP, MAMS-11938) __ Ж __ X2.

Мегалиты (Коридорная гробница)
- Prissé 1 __ Tumulus C von Péré[нем.] __ Ньор (округ), Новая Аквитания, Дё-Севр, Франция __ 4340–4171 cal.BC (OxA-15063) __ М __ X2.[4]

Культура шаровидных амфор
- KI125 __ Calden __ Кальден, Кассель (район), Гессен, Германия __ 3400–3000 cal BC __ X2.[5]

Treilles culture
- 570, 592, 615, 636 __ Grotte des Treilles __ Сен-Жан-э-Сен-Поль, Юг-Пиренеи, Аверон, Франция __ 3000 B.C. __ М __ G2a (P15) # X2.[6]

### Халколит
Древний Ближний Восток
- CBT018 | 347/410-315 __ Богазкёй __ Чорум (ил), Черноморский регион, Турция __ 5626-5515 calBCE (6635±30 BP, SUERC-36800 [GU25423]) __ Ж __ X2.[7]

Атапуэрка (стоянки)
- MIR9 | Mirador 9 __ El Mirador cave __ Атапуэрка (муниципалитет), Альфос-де-Бургос, Бургос, Кастилия-Леон, Испания __ 4760–4200 calBP __ X2.[8]

### Бронзовый век
Микенская цивилизация
- Galatas Apatheia, Peloponnese __ Галатас (Тризиния), Тризиния-Метана, Аттика (периферия), Греция __ LH IIB to LH IIIC (15th to early 12th century BCE).[9]
  - I9010 | Galatas19 __ 1400–1200 BCE __ Ж __ X2
  - I9041 | Galatas4 __ 1400–1200 BCE __ М __ J2a1 > J-Z6057 # X2

### Железный век
Кушанское царство
- L5140 __ Rabat (Чаганиан) __ Байсунский район, Сурхандарьинская область, Узбекистан __ 2150–1950 BP __ Ж __ X2.[10]

### Средние века
Лангобардское королевство
- CL38 | COL006.A0101 __ Collegno __ Колленьо, Пьемонт, Италия __ 580–630 CE __ М __ E1b1b1a1b1a3 (PF2211) > E-BY3880 # X2.[11]

Дания
- Rathausmarkt __ Шлезвиг (город), Шлезвиг-Гольштейн, Германия __ 1070–1210 AD.[12]
  - Rathaus81 | KH130133 __ М (40-65) __ X2.
  - Rathaus172 | KH130170 __ Ж (27-35) __ X2.

Королевство Польское
- C10 | 708 __ Цедыня __ Грыфинский повет, Западно-Поморское воеводство, Польша __ 1000–1400 AD __ X2.[13]

Ганзейская лига
- HGH-1512, HGH-1639 __ Heiligen-Geist-Hospital (Lübeck)[нем.] — Старый город (Любек), Шлезвиг-Гольштейн, Германия __ XIII век __ Ж __ X2.[14]

## Публикации
2011
- Deguilloux MF, Soler L, Pemonge MH, Scarre C, Joussaume R, Laporte L. (Январь 2011). News from the west: Ancient DNA from a French megalithic burial chamber. American Journal of Physical Anthropology. 144 (1): 108–118. doi:10.1002/ajpa.21376. PMID 20717990.{{cite journal}}:  Википедия:Обслуживание CS1 (множественные имена: authors list) (ссылка)
- Lacan M, Keyser C, Ricaut FX, Brucato N, Duranthon F, Guilaine J, Crubézy E, Ludes B. (Июнь 2011). Ancient DNA reveals male diffusion through the Neolithic Mediterranean route. PNAS. 108 (24): 9788–9791. doi:10.1073/pnas.1100723108. PMC 3116412. PMID 21628562.{{cite journal}}:  Википедия:Обслуживание CS1 (множественные имена: authors list) (ссылка)

2013
- Derenko M, Malyarchuk B, Bahmanimehr A, Denisova G, Perkova M, Farjadian S, Yepiskoposyan L (Ноябрь 2013). Complete Mitochondrial DNA Diversity in Iranians. PLOS One. 8 (11): e80673. doi:10.1371/journal.pone.0080673. PMC 3828245. PMID 24244704.{{cite journal}}:  Википедия:Обслуживание CS1 (множественные имена: authors list) (ссылка) Википедия:Обслуживание CS1 (не помеченный открытым DOI) (ссылка)

2014
- Gómez-Sánchez D, Olalde I, Pierini F, Matas-Lalueza L, Gigli E, Lari M, Civit S, Lozano M, Vergès JM, Caramelli D, Ramírez O, Lalueza-Fox C. (Август 2014). Mitochondrial DNA from El Mirador Cave (Atapuerca, Spain) Reveals the Heterogeneity of Chalcolithic Populations. PLOS One. 9 (8): e105105. doi:10.1371/journal.pone.0105105. PMC 4130614. PMID 25116044.{{cite journal}}:  Википедия:Обслуживание CS1 (множественные имена: authors list) (ссылка) Википедия:Обслуживание CS1 (не помеченный открытым DOI) (ссылка)
- Juras A, Dabert M, Kushniarevich A, Malmström H, Raghavan M, Kosicki JZ, Metspalu E, Willerslev E, Piontek J. (Октябрь 2014). Ancient DNA Reveals Matrilineal Continuity in Present-Day Poland over the Last Two Millennia. PLOS One. 9 (10): e110839. doi:10.1371/journal.pone.0110839. PMC 4206425. PMID 25337992.{{cite journal}}:  Википедия:Обслуживание CS1 (множественные имена: authors list) (ссылка) Википедия:Обслуживание CS1 (не помеченный открытым DOI) (ссылка)
- Lee EJ, Renneberg R, Harder M; et al. (Ноябрь 2014). Collective burials among agro-pastoral societies in later Neolithic Germany: perspectives from ancient DNA. Journal of Archaeological Science. 51: 174–180. doi:10.1016/j.jas.2012.08.037. {{cite journal}}: Явное указание et al. в: |author= (справка)Википедия:Обслуживание CS1 (множественные имена: authors list) (ссылка)

2015
- Szécsényi-Nagy A, Brandt G, Haak W; et al. (Апрель 2015). Tracing the genetic origin of Europe's first farmers reveals insights into their social organization. Proceedings of the Royal Society B. 282 (1805): 20150339. doi:10.1098/rspb.2015.0339. PMC 4389623. PMID 25808890. {{cite journal}}: Явное указание et al. в: |author= (справка)Википедия:Обслуживание CS1 (множественные имена: authors list) (ссылка)

2017
- Lazaridis I, Mittnik A, Patterson N; et al. (Август 2017). Genetic origins of the Minoans and Mycenaeans. Nature. 548 (7666): 214–218. doi:10.1038/nature23310. PMC 5565772. PMID 28783727. {{cite journal}}: Явное указание et al. в: |author= (справка)Википедия:Обслуживание CS1 (множественные имена: authors list) (ссылка)
- Yardumian A, Shengelia R, Chitanava D; et al. (Декабрь 2017). Genetic diversity in Svaneti and its implications for the human settlement of the Highland Caucasus. American Journal of Physical Anthropology. 164 (4): 837–852. doi:10.1002/ajpa.23324. PMID 29076141. {{cite journal}}: Явное указание et al. в: |author= (справка)Википедия:Обслуживание CS1 (множественные имена: authors list) (ссылка)

2018
- Krause-Kyora B, Nutsua M, Boehme L; et al. (Май 2018). Ancient DNA study reveals HLA susceptibility locus for leprosy in medieval Europeans. Nature Communications. 9 (1). doi:10.1038/s41467-018-03857-x. PMC 5931558. PMID 29717136. {{cite journal}}: Явное указание et al. в: |author= (справка)Википедия:Обслуживание CS1 (множественные имена: authors list) (ссылка)
- Amorim CEG, Vai S, Posth C; et al. (Сентябрь 2018). Understanding 6th-century barbarian social organization and migration through paleogenomics. Nature Communications. 9. doi:10.1038/s41467-018-06024-4. PMC 6134036. PMID 30206220. {{cite journal}}: Явное указание et al. в: |author= (справка)Википедия:Обслуживание CS1 (множественные имена: authors list) (ссылка)

2020
- Skourtanioti E, Erdal YS, Frangipane M; et al. (Май 2020). Genomic History of Neolithic to Bronze Age Anatolia, Northern Levant, and Southern Caucasus. Cell. 181 (5): 1158-1175.e28. doi:10.1016/j.cell.2020.04.044. PMID 32470401. {{cite journal}}: Явное указание et al. в: |author= (справка)Википедия:Обслуживание CS1 (множественные имена: authors list) (ссылка)

2021
- Haller M, Callan K, Susat J; et al. (Май 2021). Mass burial genomics reveals outbreak of enteric paratyphoid fever in the Late Medieval trade city Lübeck. iScience. 24 (5). doi:10.1016/j.isci.2021.102419. PMC 8100618. PMID 33997698. {{cite journal}}: Явное указание et al. в: |author= (справка)Википедия:Обслуживание CS1 (множественные имена: authors list) (ссылка)
- Kumar V, Bennett EA, Zhao D; et al. (Ноябрь 2021). Genetic Continuity of Bronze Age Ancestry with Increased Steppe-Related Ancestry in Late Iron Age Uzbekistan. Molecular Biology and Evolution. 38 (11): 4908–4917. doi:10.1093/molbev/msab216. PMC 8557446. PMID 34320653. {{cite journal}}: Явное указание et al. в: |author= (справка)Википедия:Обслуживание CS1 (множественные имена: authors list) (ссылка)